# ラモン・ラミレス (1981年生の投手)
ラモン・エミリオ・ラミレス（Ramón Emilio Ramírez、1981年8月31日 - ）は、ドミニカ共和国プエルト・プラタ州出身のプロ野球選手（投手）。
2002年に広島東洋カープに「ラミーレス」の登録名で在籍した。

## 経歴

### レンジャーズ傘下時代
1996年12月27日にテキサス・レンジャーズと契約。
1998年6月4日に放出された。

### 広島時代
2001年にカープアカデミーから日本の広島東洋カープに練習生として入団。2002年途中に支配下選手登録された。150kmのストレートと高速スライダーの評価が高く1年目から一軍で2試合に登板。勝敗なし、防御率3.00。しかし、シーズンオフに年俸交渉で揉め、ポスティングシステムを使用した。

### ヤンキース傘下時代

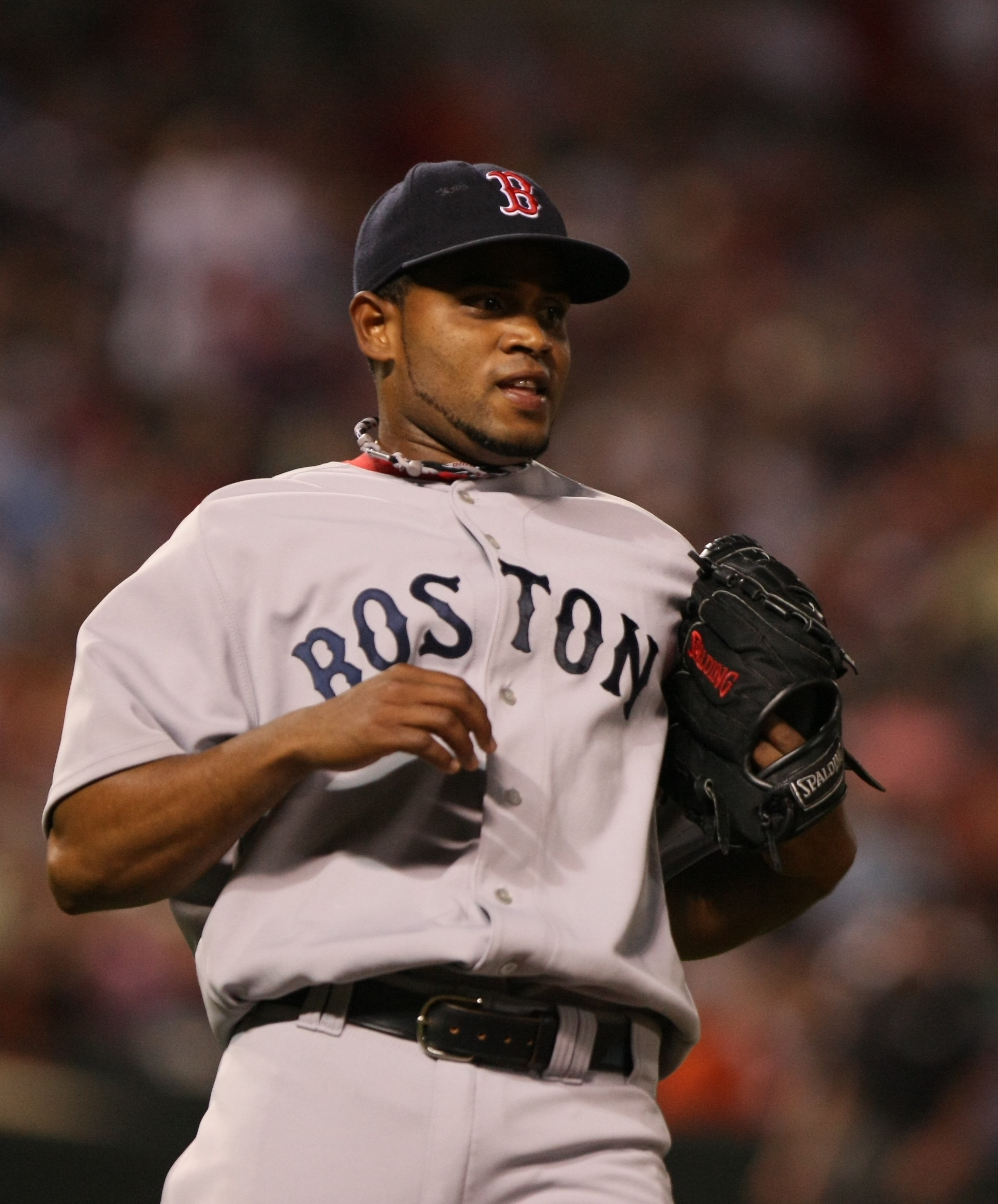
レッドソックス時代

2003年3月5日にニューヨーク・ヤンキースとマイナー契約を結んだ。

### ロッキーズ時代
2005年7月28日にショーン・チャコーンとのトレードでマイナー選手1名と一緒にコロラド・ロッキーズに移籍。2006年4月14日にメジャーデビューし、初登板から15回1/3の連続無失点の球団記録を作った。その年は61試合に登板。

### ロイヤルズ時代
2008年3月26日にカンザスシティ・ロイヤルズへの移籍が決まり、3月30日にホルヘ・デラロサとのトレードでの移籍となった。同年は71試合に登板して防御率2.64の成績を残す。同年11月19日にココ・クリスプとのトレードでボストン・レッドソックスに移籍。

### レッドソックス時代
2009年は開幕から13試合連続無失点を記録し、チーム最多の70試合に登板しシーズンを終える。

### ジャイアンツ時代
2010年シーズン途中の7月31日にサンフランシスコ・ジャイアンツに移籍し、ジャイアンツでもリリーフとして活躍。

### メッツ時代
2011年11月7日にアンヘル・パガンとのトレードで、アンドレス・トーレスと一緒にニューヨーク・メッツへ移籍。
2012年1月17日にメッツと総額200万ドルの1年契約に合意した。同年は58試合に登板するも、防御率4.24と不本意な成績に終わり、オフの10月29日にフリーエージェントとなった。

### メッツ退団後
2013年2月5日に古巣のサンフランシスコ・ジャイアンツとマイナー契約を結び、メジャー昇格を果たすも、6試合登板で防御率11.12と打ち込まれ、6月18日に解雇された。7月1日にタンパベイ・レイズとマイナー契約を結んだが、7月31日に放出された。
2014年1月2日にシアトル・マリナーズとマイナー契約を結んだ。AAA級タコマ・レイニアーズで開幕を迎え、4試合に登板したが、防御率10.38と結果を残せず、4月29日に放出された。5月31日にボルチモア・オリオールズとマイナー契約を結んだ。契約後はAAA級ノーフォーク・タイズで5試合に登板し、1勝0敗、防御率0.00と好投。6月30日にオリオールズとメジャー契約を結んだ。同日のテキサス・レンジャーズ戦では1回を無失点に抑えたが、その後は登板がなく、7月6日にフリーエージェントとなった。7月9日にマイナー契約を拒否し、フリーエージェントとなった。

### メキシカンリーグ時代
2015年はメキシカンリーグのティファナ・ブルズと契約。7月15日にトレードでキンタナロー・タイガースに移籍。12月2日にロサンゼルス・エンゼルスとマイナー契約を結ぶ。オフはドミニカ共和国のウィンターリーグでプレー。
2016年5月28日に解雇となる。6月9日にキンタナロー・タイガースと契約。
2017年3月29日にキンタナロー・タイガースを解雇となる。6月1日にモンテレイ・サルタンズと契約するが、7月10日に解雇。翌11日にラグナ・ユニオン・カウボーイズと契約するも同年限りで退団した。

## 詳細情報

### 年度別投手成績
| 年 度    | 球 団    | 登 板 | 先 発 | 完 投 | 完 封 | 無 四 球 | 勝 利 | 敗 戦 | セ 丨 ブ | ホ 丨 ル ド | 勝 率 | 打 者 | 投 球 回 | 被 安 打 | 被 本 塁 打 | 与 四 球 | 敬 遠 | 与 死 球 | 奪 三 振 | 暴 投 | ボ 丨 ク | 失 点 | 自 責 点 | 防 御 率 | W H I P |
| -------- | -------- | ----- | ----- | ----- | ----- | -------- | ----- | ----- | -------- | ----------- | ----- | ----- | -------- | -------- | ----------- | -------- | ----- | -------- | -------- | ----- | -------- | ----- | -------- | -------- | ------- |
| 2002     | 広島     | 2     | 0     | 0     | 0     | 0        | 0     | 0     | 0        | --          | ----  | 14    | 3.0      | 3        | 0           | 2        | 0     | 0        | 3        | 1     | 0        | 1     | 1        | 3.00     | 1.67    |
| 2006     | COL      | 61    | 0     | 0     | 0     | 0        | 4     | 3     | 0        | 10          | .571  | 285   | 67.2     | 58       | 5           | 27       | 3     | 1        | 61       | 2     | 0        | 28    | 26       | 3.46     | 1.26    |
| 2007     | COL      | 22    | 0     | 0     | 0     | 0        | 2     | 2     | 0        | 3           | .500  | 78    | 17.1     | 21       | 2           | 6        | 2     | 1        | 15       | 2     | 0        | 16    | 16       | 8.31     | 1.56    |
| 2008     | KC       | 71    | 0     | 0     | 0     | 0        | 3     | 2     | 1        | 21          | .600  | 295   | 71.2     | 57       | 2           | 31       | 6     | 0        | 70       | 6     | 1        | 23    | 21       | 2.64     | 1.23    |
| 2009     | BOS      | 70    | 0     | 0     | 0     | 0        | 7     | 4     | 0        | 12          | .636  | 301   | 69.2     | 61       | 7           | 32       | 4     | 4        | 52       | 2     | 2        | 26    | 22       | 2.84     | 1.33    |
| 2010     | BOS      | 44    | 0     | 0     | 0     | 0        | 0     | 3     | 2        | 3           | .000  | 178   | 42.1     | 39       | 6           | 16       | 2     | 0        | 31       | 4     | 1        | 21    | 21       | 4.46     | 1.30    |
| 2010     | SF       | 25    | 0     | 0     | 0     | 0        | 1     | 0     | 1        | 4           | 1.000 | 106   | 27.0     | 13       | 1           | 11       | 1     | 0        | 15       | 1     | 1        | 3     | 2        | 0.67     | 0.89    |
| '10計    | SF       | 69    | 0     | 0     | 0     | 0        | 1     | 3     | 3        | 7           | .250  | 284   | 69.1     | 52       | 7           | 27       | 3     | 0        | 46       | 5     | 2        | 24    | 23       | 2.99     | 1.14    |
| 2011     | SF       | 66    | 0     | 0     | 0     | 0        | 3     | 3     | 4        | 11          | .500  | 282   | 68.2     | 54       | 3           | 26       | 5     | 3        | 66       | 6     | 1        | 24    | 20       | 2.62     | 1.17    |
| 2012     | NYM      | 58    | 0     | 0     | 0     | 0        | 3     | 4     | 1        | 1           | .429  | 277   | 63.2     | 58       | 4           | 35       | 4     | 0        | 52       | 4     | 0        | 33    | 30       | 4.24     | 1.46    |
| 2013     | SF       | 6     | 0     | 0     | 0     | 0        | 0     | 0     | 0        | 1           | ----  | 29    | 5.2      | 9        | 2           | 5        | 0     | 0        | 0        | 1     | 0        | 8     | 7        | 11.12    | 2.47    |
| 2014     | BAL      | 1     | 0     | 0     | 0     | 0        | 0     | 0     | 0        | 0           | ----  | 4     | 1.0      | 0        | 0           | 1        | 0     | 0        | 2        | 0     | 0        | 0     | 0        | 0.00     | 1.00    |
| NPB：1年 | NPB：1年 | 2     | 0     | 0     | 0     | 0        | 0     | 0     | 0        | 0           | ----  | 14    | 3.0      | 3        | 0           | 2        | 0     | 0        | 3        | 1     | 0        | 1     | 1        | 3.00     | 1.67    |
| MLB：9年 | MLB：9年 | 424   | 0     | 0     | 0     | 0        | 23    | 21    | 9        | 66          | .523  | 1835  | 434.2    | 370      | 32          | 190      | 27    | 9        | 364      | 28    | 6        | 182   | 165      | 3.42     | 1.29    |

- 2016年度シーズン終了時

### 記録
NPB
- 初登板：2002年6月6日、対阪神タイガース8回戦（大阪ドーム）、6回裏に4番手で救援登板、2回1失点
- 初奪三振：同上、6回裏に関本健太郎から

### 背番号
- 108 （2001年 - 2002年途中）
- 70 （2002年途中 - 同年終了）
- 61 （2006年 - 2007年）
- 56 （2008年 - 2010年途中）
- 52 （2010年途中 - 2013年途中）
- 48 （2014年）